# Bataille de Gondar

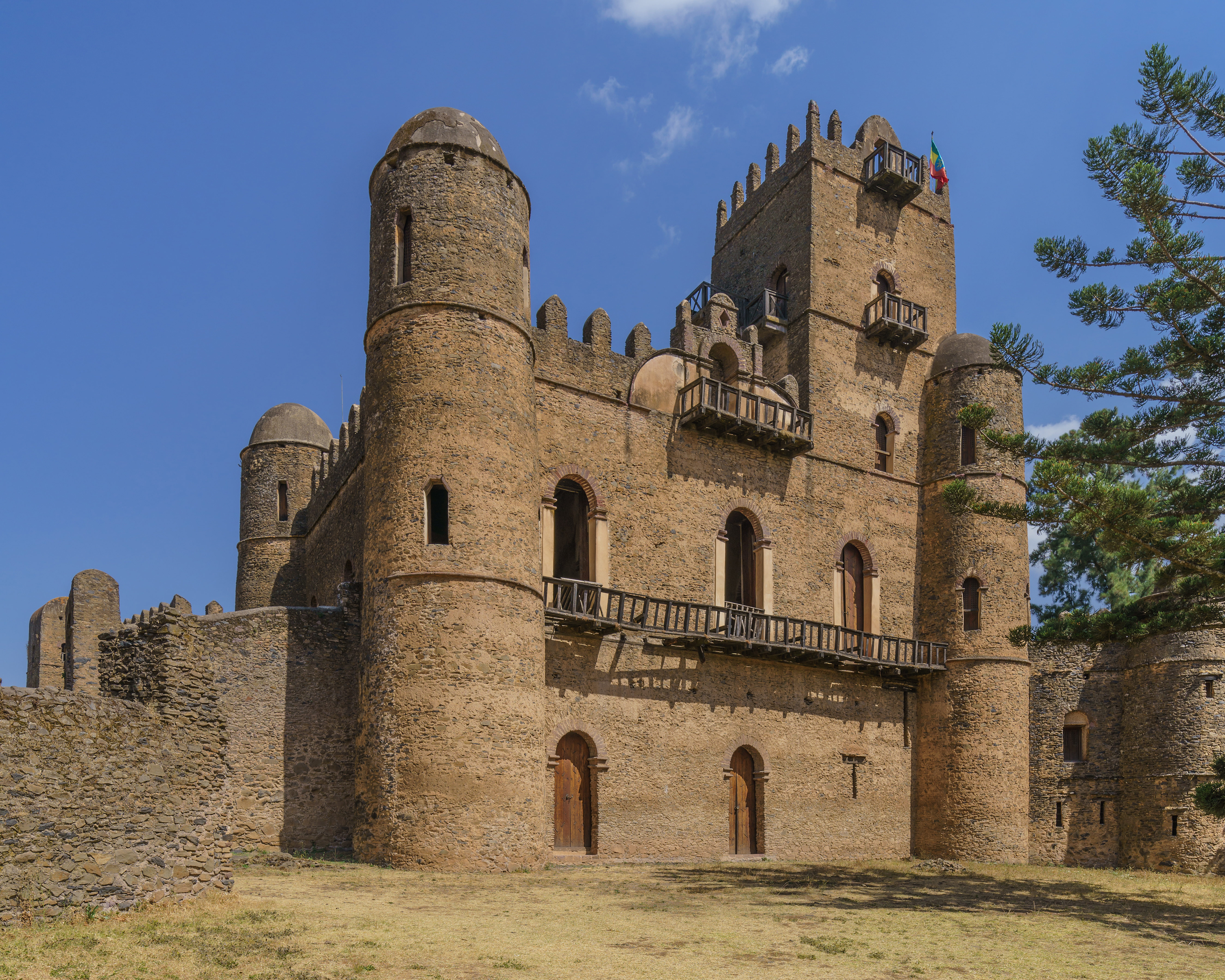
Forteresse de Fasil Ghebbi à Gondar.

La bataille de Gondar est une bataille de la campagne d'Afrique de l'Est durant la Seconde Guerre mondiale. La bataille eut lieu en novembre 1941 à Gondar et est le dernier affrontement d'importance de la campagne. Les troupes italiennes commandées par le général Guglielmo Nasi se rendent le 27 novembre 1941 aux troupes britanniques.

## Description
Après la conquête de l'Érythrée, la 5e division indienne poursuit son offensive vers le sud en Éthiopie, tandis que des troupes venues du Kenya s'emparent d'Addis-Abeba le 6 avril. Le duc d'Aoste se rend en mai à Amba Alagi, mais des troupes italiennes sous le commandement des généraux Nasi et Gazzera poursuivent la lutte, respectivement au nord-ouest et sud-ouest de l'Éthiopie. Le dernier affrontement d'importance se produit à Gondar et débouche sur la reddition du général Nasi le 27 novembre. Quelques troupes italiennes mèneront une guerre de guérilla dans les déserts érythréens et les forêts éthiopiennes jusqu'à la reddition du gouvernement italien aux Alliés en septembre 1943,.

### Sources
- Ian V. Hogg, Dictionary of battles, Brockhampton Press, Londres, 1997  (ISBN 1860195792)